# Conomma fortis
Conomma fortis is een hooiwagen uit de familie Pyramidopidae.